# Hohenlimburger Kleinbahn 1
Die Dampflokomotive Hohenlimburger Kleinbahn 1 (in zweiter Besetzung) wurde von der Lokomotivfabrik Jung für die Hohenlimburger Kleinbahn gebaut. Sie wurde 1927 in Dienst gestellt und war die zweite dreiachsige Lokomotive der Gesellschaft. Sie war bis 1961 im Einsatz und ist 2020 als Ausstellungsstück im Maschinen- und Heimatmuseum Eslohe vorhanden. Die Lokomotive erhielt die Nummer 1 der ausgemusterten Lokomotive 1 in Zweitbesetzung.

## Geschichte
Da die bei der Hohenlimburger Kleinbahn verwendeten Trambahnlokomotiven 1–3, 4, 5 und 6 mit den steigenden Zuglasten zunehmend Probleme bekamen, bestellte die Gesellschaft bei Jung einen neuen Lokomotivtyp, der die doppelte Zugkraft gegenüber den bisher eingesetzten Maschinen entwickeln sollte. Zudem sollte die Lokomotive den gebräuchlichen Kurvenradius von 15 m auf Strecken und Werkanschlüssen befahren und eine Höchstgeschwindigkeit von 20 km/h erreichen können. 
Zwei Jahre vor dieser Lokomotive wurde eine ähnliche Lokomotive mit gleicher Achsfolge und der Bezeichnung 4 in Zweitbesetzung, jedoch mit in den Maßen und der Leistung abweichenden Parametern geliefert.

## Technik
Dieser C-Kuppler war eine Heißdampflokomotive mit einem relativ kurzen Achsstand von 1.600 mm. Durch den leistungsfähigen Kessel wirkte die Lokomotive bullig und voluminös. Damit sie den Kurvenradius von 15 m befahren konnte, hatte die mittlere Achse keinen Spurkranz. Sie besaß ab Werk eine elektrische Beleuchtung mit in die Führerhausrückwand integrierten Schlussleuchten.

## Einsatz
Die Lokomotive blieb bis zur Ablösung durch die Diesellokomotiven 1–5 im Einsatz. 1954 erhielt die Maschine eine letzte Hauptuntersuchung beim Hersteller. Sie ist die einzige erhaltene Dampflokomotive der Gesellschaft. Sie war zunächst als Denkmal in Hohenlimburg vorgesehen, diese Pläne zerschlugen sich jedoch. Nach fast zehnjähriger Abstellzeit gelangte die Lok in den Besitz eines Unternehmers in Eslohe, heute steht sie Exponat im Maschinen- und Heimatmuseum Eslohe.